# Orthonops icenoglei
Orthonops icenoglei là một loài nhện trong họ Caponiidae.
Loài này thuộc chi Orthonops. Orthonops icenoglei được Norman I. Platnick miêu tả năm 1995.